# Szorstkozarodniczka mączysta
Szorstkozarodniczka mączysta (Trechispora farinacea (Pers.) Liberta) – gatunek grzybów z rzędu Trechisporales.

## Systematyka i nazewnictwo
Pozycja w klasyfikacji według Index Fungorum: Trechispora, Hydnodontaceae, Trechisporales, Incertae sedis, Agaricomycetes, Agaricomycotina, Basidiomycota, Fungi.
Takson ten po raz pierwszy opisał w 1801 r. Christiaan Hendrik Persoon, nadając mu nazwę Hydnum farinaceum. Obecną nazwę nadał Anthony E. Liberta w 1966 r.
Synonimy:
- Acia farinacea (Pers.) P. Karst. 1879
- Cristella farinacea (Pers.) Donk 1957
- Grandinia farinacea (Pers.) Bourdot & Galzin 1914
- Grandinia farinacea f. sorediosa Bourdot & Galzin 1928
- Grandinia stimulispora Cejp 1926
- Hydnum farinaceum Pers. 1801
- Hydnum farinaceum subsp. crustosum Pers. 1825
- Odontia farinacea (Pers.) Quél. 1880
- Odontina farinacea (Pers.) Pat. 1887
- Phlebiella farinacea (Pers.) Bondartsev & Singer 1953
- Trechispora farinacea f. elevata B. de Vries 1987
- Xylodon farinaceus (Pers.) Chevall. 1826

Nazwy polskie: kolczak opylony (Franciszek Błoński 1896), kolczak biały (Stanisław Chełchowski 1898). Władysław Wojewoda w 2003 r. zaproponował nazwę szortkozarodniczka śnieżysta.

## Morfologia
Owocnik
Rozpostarty, do podłoża luźno przyrośnięty, kruchy, cienki. Powierzchnia hymenialna o barwie od białej do bladożółtej, gładka, kolczasta lub siateczkowata, pod lupą omączona. Brzeg o takiej samej barwie, nie tworzący ostrej granicy, lecz rozmyty i przechodzący w pasemka strzępek, czasami (przez lupę) włókienkowaty.
Cechy mikroskopowe
System strzępkowy monomityczny. Strzępki o średnicy 1,5–5(–7,5) µm, gładkie, septowane, cienkościenne do grubościennych (ściana o grubości do 1 µm), często na septach ampułkowate, czasami inkrustowane. Brak cystyd. Podstawki cylindryczne, lekko zwężone. 8–17 × 4–5,5 µm, ze sprzążką w podstawie, 4–sterygmowe. Bazydiospory szeroko elipsoidalne do jajowatych, 3,5–4,5 × 2,5–3,5 µm (bez brodawek). Kolce i brodawki o wysokości do 0,5 µm, lekko grubościenne (ściana o grubości ok. 0,25 µm), nieamyloidalne.

## Występowanie i siedlisko
Jest rozprzestrzeniony na całym świecie. W Europie jest pospolity. W. Wojewoda w zestawieniu wielkoowocnikowych grzybów Polski przytacza liczne stanowiska z uwagą, że rozprzestrzenienie tego gatunku i stopień jego zagrożenia nie są znane.
Nadrzewny grzyb saprotroficzny. Rozwija się na dobrze zbutwiałym drewnie zarówno drzew liściastych, jak i iglastych. W Polsce notowany na drewnie jodły, olszy, brzozy, leszczyny, sosny, topoli i robinii, a także na owocniku gmatwka dębowego.